# نهب ماغديبورغ

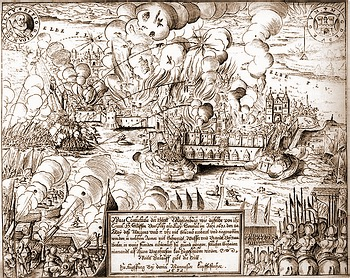
حصار ماغديبورغ من طباعة معاصرة

نهب ماغديبورغ (بالألمانية: Magdeburger Hochzeit) حلقة من المرحلة السويدية لحرب الأعوام الثلاثين، ويشير إلى الحصار وما أعقبه من اجتياح لمدينة ماغديبورغ الألمانية، بدأ الحصار في تشرين الثاني / نوفمبر من عام 1630، واقتحمت المدينة في 20 مايو 1631.
بنزول السويديين جزيرة أوزيدوم في بوميرانيا في السادس من يونيو سنة 1630 ، وما ترتب عليه من اندلاع للقتال بين السويد والإمبراطورية الرومانية ، وجدت مدينة ماغديبورغ وهي الحليف السويدي الوحيد في ألمانيا نفسها في وضع صعب . مثلت المدينة بإمداداتها قاعدة مثالية للسويديين من أجل السيطرة على منطقة نهر إلبه ، لهذا السبب اتجهت قوات الرابطة الكاثوليكية نحو المدينة ، وباشرت الحصار تحت قيادة غوتفريد هاينريش، كونت بابنهايم.
في آيار / مايو سنة 1631 وصل يوهان تسركليه، كونت تيلي بتعزيزات كاثوليكية ، سمحت بالهجوم على المدينة في 20 من ذات الشهر . نجح الهجوم أيضاً بفضل بعض المكاسب على حساب دفاعات الخصم في الأيام السابقة ، ودخلت حوالي 40،000 مقاتل كاثوليكي المدينة ؛ بيد أنهم فقدوا في تلك اللحظة كل سيطرة على أنفسهم ، واقترفوا عمليات قتل ونهب وتخريب عنيفة ، يقدر بأن 25،000 نفساً قد ازهقت خلالها من أصل 30،000 هم سكان المدينة.
أسباب النهب وما حصل سواءً اعتمدت أم لا ، ما تزال أمراً قيد المناقشة ، ولكن بعض الاعتبارات جعلت غالبية المؤرخين تميل للرأي القائل إن هذا الحدث لم يكن تنفيذاً لأوامر ، ولكنه نشأ من غضب القوات الكاثوليكية العارم . قد يؤيد هذه الرواية للأحداث تقديم تيلي اقتراحاً بالاستسلام إلى المدينة قبل بضعة أيام من الهجوم ، والذي قد يشير إلى نية القائد الكاثوليكي لاستغلال المدينة كقاعدة عمليات له ، بالإضافة إلى أن وجود قائد خبير مثل تيلي كان من الصعب أن تخلو من العيوب سواءً السياسية أو العسكرية ، والتي أسفرت عن تدمير ماغديبورغ.
كان لعمليات السلب والنهب عواقب سياسية كبرى : اقتناع دولتي ساكسونيا وبراندنبورغ المترددتين بالانضمام إلى حالة السويدية في نهاية المطاف وسهلت الغزو السويدي لألمانيا ؛ كانت سيطرة الكاثوليك على قاعدة محصنة في وادي إلبه يمكن أن تمثل عقبة خطيرة على قوات البروتستانتية.